# سن خاویر (شیلی)
سن خاویر (به اسپانیایی: San Javier de Loncomilla) یک شهرستان در شیلی است که در استان لینارس واقع شده‌است. سن خاویر ۱٬۳۱۳٫۴ کیلومتر مربع مساحت و ۴۰٬۱۸۹ نفر جمعیت دارد و ۸۳ متر بالاتر از سطح دریا واقع شده‌است.